# PeR
PeR (sigles de Please explain the Rhythm, («Per favor explica el ritme»), és una banda de Letònia de música pop i beatboxing. Els components originals eren Ralfs Eilands, Emīls Vegners, y Pēteris Upenieks. Vegners va deixar la banda el 2008 i va ser substituït per Edmunds Rasmanis. Però quan Upelnieks va deixar el trio el 2011, no va ser substituït, fent que la banda es convertís en un duet compost per Eilands i Rasmanis. Després de tres intents frustrats per representar el seu país al Festival de la Cançó d'Eurovisió en anys anteriors, PeR finalment va guanyar el concurs Eirodziesma per la qual cosa van representar el seu país al Festival de la Cançó d'Eurovisió 2013 amb la cançó «Here We Go», encara que no van passar a la final.